# 68 км (зупинний пункт, Донецька дирекція Донецької залізниці)
68 кіломе́тр — пасажирська зупинна залізнична платформа Донецької дирекції Донецької залізниці.
Розташована на півдні міста Зугрес, Троїцько-Харцизька селищна рада Харцизька, Донецької області на лінії Торез — Іловайськ між станціями Орлова Слобода (3 км) та Скосирська (5 км).
Через військову агресію Росії на сході України транспортне сполучення припинене.